# 杨朝津
杨朝津（1925年—1987年），男，北京人，中国电信技术专家，高级工程师，中国民主促进会中央委员会委员。

## 生平
1947年毕业于北洋大学电机工程系。1959年赴苏联国家无线电研究院进修。1960年回国。历任邮电部第四研究所副总工程师，邮电部邮电科学研究院室主任、邮电部邮电科学研究院研究生部主任、总工程师、高级工程师。中国通信学会第二届理事。

## 贡献
主持完成了微波60路、600路通信等科研项目。

## 家庭
- 女儿：杨百琦[5]
- 连襟：赵朴初[6]